# Travis Gerrits
Travis Gerrits (ur. 19 października 1991 w Milton) – kanadyjski narciarz dowolny, specjalizujący się w skokach akrobatycznych. W 2014 roku wystartował na igrzyskach olimpijskich w Soczi, gdzie zajął siódme miejsce. Rok wcześniej zdobył srebrny medal na mistrzostwach świata w Voss. Rozdzielił tam na podium Chińczyków Qi Guangpu i Jia Zongyanga. Najlepsze wyniki w Pucharze Świata osiągnął w sezonie 2013/2014, kiedy to zajął 13. miejsce w klasyfikacji generalnej, a w klasyfikacji skoków akrobatycznych był piąty.

## Osiągnięcia

### Igrzyska olimpijskie
| Miejsce | Dzień     | Rok  | Miejscowość | Konkurencja        | Zwycięzca     |
| ------- | --------- | ---- | ----------- | ------------------ | ------------- |
| 7.      | 17 lutego | 2014 | Soczi       | Skoki akrobatyczne | Anton Kusznir |

### Mistrzostwa świata
| Miejsce | Dzień       | Rok  | Miejscowość   | Konkurencja        | Zwycięzca        |
| ------- | ----------- | ---- | ------------- | ------------------ | ---------------- |
| 6.      | 4 lutego    | 2011 | Deer Valley   | Skoki akrobatyczne | Warren Shouldice |
| 2.      | 7 marca     | 2013 | Voss          | Skoki akrobatyczne | Qi Guangpu       |
| 12.     | 15 stycznia | 2015 | Kreischberg   | Skoki akrobatyczne | Qi Guangpu       |
| 19.     | 10 marca    | 2017 | Sierra Nevada | Skoki akrobatyczne | Jonathon Lillis  |

### Puchar Świata

#### Miejsca w klasyfikacji generalnej
- sezon 2007/2008: 165.
- sezon 2008/2009: 136.
- sezon 2009/2010: 124
- sezon 2010/2011: 60.
- sezon 2011/2012: 91.
- sezon 2012/2013: 16.
- sezon 2013/2014: 13.
- sezon 2014/2015: 61.
- sezon 2015/2016: 47.
- sezon 2016/2017: 90.

#### Miejsca na podium w zawodach
1. Saint-Côme – 12 stycznia 2013 (skoki akrobatyczne) – 2. miejsce
2. Deer Valley – 1 lutego 2013 (skoki akrobatyczne) – 2. miejsce
3. Pekin – 22 grudnia 2013 (skoki akrobatyczne) – 1. miejsce